# Puchar Polski w piłce siatkowej kobiet (1992/1993)
Puchar Polski w piłce siatkowej kobiet 1992/1993 – 36. sezon rozgrywek o siatkarski Puchar Polski, rozgrywany od 1932 roku.

## Klasyfikacja końcowa
| Miejsce | Drużyna                 |
| ------- | ----------------------- |
| 1.      | Chemik Police           |
| 2.      | Pałac Samsung Bydgoszcz |
| 3.      | Stal Mielec             |
| 4.      | BKS Stal Bielsko-Biała  |